# Jake Butler
Jake Butler (nascut el 12 de novembre de 1984) és un futbolista neozelandès que actualment juga com a centrecampista pel Waitakere United del Campionat de Futbol de Nova Zelanda.

## Trajectòria esportiva

### Queens Park AFC
Butler va iniciar la seva carrera futbolística el gener de 1999 amb el Queens Park AFC. Va jugar amb l'equip per un període de vuit anys.

### Waitakere United
El 2007 Butler va ser transferit al Waitakere United, club que juga al Campionat de Futbol de Nova Zelanda. Va debutar amb el club en un partit de la Lliga de Campions de l'OFC contra l'AS Manu-Ura de la Polinèsia Francesa que acabaria en un 2 a 1 pels conjunt neozelandès. Va marcar el seu primer gol en un partit contra l'Otago United en un partit que acabaria 4 a 0 a Fred Taylor Park. Aquella temporada Butler jugà en 25 partits i marcà 3 gols.
En la segona temporada amb el Waitakere United, Butler va jugar en un total de 17 partits, marcant 1 gol. Jake Butler va formar part de la plantilla que viatjà al Japó per a jugar en el Campionat del Món de Clubs de la FIFA de 2008. El club neozelandès va jugar un partit contra l'Adelaide United que acabaria en un 2 a 1 per l'equip australià.
La temporada 2009-10, Butler va jugar un total de 23 partits, 7 dels quals en la Lliga de Campions de l'OFC. A més, marcà quatre gols en el Campionat de Futbol de Nova Zelanda aquella temporada.
Butler en la temporada següent no marcà cap gol, però jugà 19 partits per l'equip. Aquella temporada, amb un total de 93 partits jugats, es va convertir en el segon jugador amb més partits jugats en la història del club, després d'Allan Pearce.
La temporada 2011-12, Butler ha jugat quasi 20 partits pel club i ha marcat 5 gols. Amb aquests cinc gols marcats, Butler va batre un rècord personal de gols.

## Palmarès
- Lliga de Campions de l'OFC (1): 2007-08.
- Campionat de Futbol de Nova Zelanda (4): 2007-08, 2009-10, 2010-11, 2011-12.